# Aspidopterys balakrishnanii
Aspidopterys balakrishnanii är en tvåhjärtbladig växtart som beskrevs av R.C. Srivastava. Aspidopterys balakrishnanii ingår i släktet Aspidopterys och familjen Malpighiaceae. Inga underarter finns listade i Catalogue of Life.